# Pierre Guillain
Pierre Guillain, né le 24 juin 1904 à Armentières et mort le 14 septembre 1965 à Saint-Omer, est un homme politique français.

## Biographie
Fils d'un négociant en draps, Pierre Guillain est maire de Saint-Omer de 1953 à 1965. Il est également conseiller général du canton de Saint-Omer-Nord de 1945 à 1964.
Il s'occupe des sinistrés de Saint-Omer et du département dans son ensemble, engagement pour lequel il est décoré de la Légion d'honneur en 1955.
Il est député du Pas-de-Calais de 1958 à 1962.
Le boulevard du Général-Leclercq à Saint-Omer prend le nom de Pierre-Guillain après son décès.